# Кольон-Кура
Департамент Кольон-Кура  (исп. Departamento de Collón Curá) — департамент в Аргентине в составе провинции Неукен.
Территория — 5730 км². Население — 4532 человек. Плотность населения — 0,80 чел./км².
Административный центр — Пьедра-дель-Агила.

## География
Департамент расположен на юго-востоке провинции Неукен.
Департамент граничит:
- на севере — с департаментом Катан-Лиль
- на северо-востоке — с департаментом Пикун-Леуфу
- на юго-востоке — с провинцией Рио-Негро
- на западе — с департаментами Уиличес, Лакар

## Демография
По данным Национального института статистики и переписи населения в Аргентине на 2010 год численность жителей департамента была 4532 против 4395 человек в 2001 году, что составило рост на 3,1%.

## Административное деление
Департамент включает 2 муниципалитета:
- Пьедра-дель-Агила
- Санто-Томас

## Важнейшие населенные пункты[3]
| № | Населённый пункт  | Населённый пункт (исп.) | Категория | Население чел. (2010) | На карте                        |
| - | ----------------- | ----------------------- | --------- | --------------------- | ------------------------------- |
| 1 | Пьедра-дель-Агила | Piedra del Águila       | город     | 3669                  | 40°02′58″ ю. ш. 70°04′34″ з. д. |
| 2 | Санто-Томас       | Santo Tomás             | поселок   | 219                   | 39°49′16″ ю. ш. 70°06′03″ з. д. |

## Общины
- Бахада Колорада
- Вилья-Пичи-Пикун-Леуфу
- Вилья-Ринкон-Чико
- Саньико
- Сан-Игнасио